# Recurvaria cinerella
Recurvaria cinerella is een vlinder uit de familie tastermotten (Gelechiidae). De wetenschappelijke naam is voor het eerst geldig gepubliceerd in 1908 door Chretien.
De soort komt voor in Europa.